# Зыков, Владимир Иванович
Владимир Иванович Зыков (1868 — ?) — священник, участник народовольческого движения, упоминается в энциклопедии «Деятели революционного движения в России».

## Биография
Владимир Иванович Зыков — сын священника. Родился в 1868 в с. Боготецке, Чаусского уезда, Могилевской губернии. Окончил Смоленскую духовную семинарию.

Привлекался к дознанию при Смоленском жандармском управлении по делу смоленского революционного кружка (дело Добротворского, Дьякова, Середы и других.).

По непроверенным показаниям Добротворского, производил сбор денег по листку Исполнительного Комитета в пользу тайной типографии в Смоленске и распространял запрещённые издания.

Отрицая показания Добротворского, Зыков признал посещение квартиры Беловой в Смоленске, где собирался кружок семинаристов и реалистов. С 31 июля по 6 августа 1889 содержался под стражей, а затем отдан под особый надзор полиции.
 
По соглашению министров внутренних дел и юстиции, дело о нем было прекращено в 1890 году.
 
Согласно распоряжению департамента полиции от 16 июня 1890 года, был подчинен негласному надзору; жил в местечке Добромысле Оршанского уезда Могилевской губернии, давая частные уроки.

В сентябре 1890 года был назначен учителем Оршанского приходского училища.

В 1893 рукоположился в священники и был назначен в с. Голошевку, Оршанского уезда Могилевской губернии. Распоряжением департамента полиции от 31 авг. 1895 (циркуляр от 23 ноября т. г.) негласный надзор был прекращён.